# Стебницкий, Иероним Иванович
Иерони́м Ива́нович Стебницкий (1832—1897) — русский геодезист, начальник Военно-топографического отдела Главного управления Генерального штаба — руководитель Корпуса военных топографов (1885—1896 гг.). Член Русского астрономического общества, входил в его Совет, член Русского географического общества, помощник председателя Кавказского отдела. В 1884—1897 гг. председатель комиссии РГО по изучению распределения силы тяжести на территории России, с 1886 г. — председатель отделения математической географии, с 1889 г. — помощник председателя РГО (до конца жизни). Его фамилия выгравирована на медали «В память 50-летия Корпуса военных топографов» за особые заслуги. Уволен в отставку с производством в генералы от инфантерии (1896). Член-корреспондент Петербургской академии наук. Его внук — лауреат Нобелевской премии по физике Пётр Леонидович Капица.

## Биография
Происходил из дворянского рода Стебницких.
По окончании Института Корпуса инженеров путей сообщения в Петербурге он работал на строительстве Петербургско-Варшавской железной дороги. Затем прослушал теоретический курс геодезического отделения Академии Генерального штаба и прошёл практику в Пулковской обсерватории. С 1860 года он служил в Военно-топографическом отделе Кавказского военного округа, с 1886 по 1896 год был начальником Военно-топографического отдела Главного штаба и Корпуса военных топографов.
И. И. Стебницкий возглавлял обширные астрономо-геодезические работы. Принимал участие в проведении триангуляции Северного Кавказа. Во время поездок по Кавказу, в Персию, Турцию и Закаспийский край он производил астрономические определения, составлял топографические карты этих территорий, исследовал отклонения отвесных линий. Результаты этих исследований, сочинение «Об отклонениях отвесной линии притяжением Кавказских гор», было опубликовано в 1870 году и Стебницкий был избран членом-корреспондентом Петербургской академии наук и награждён, в 1872 году, золотой Константиновской медалью Русского географического общества.

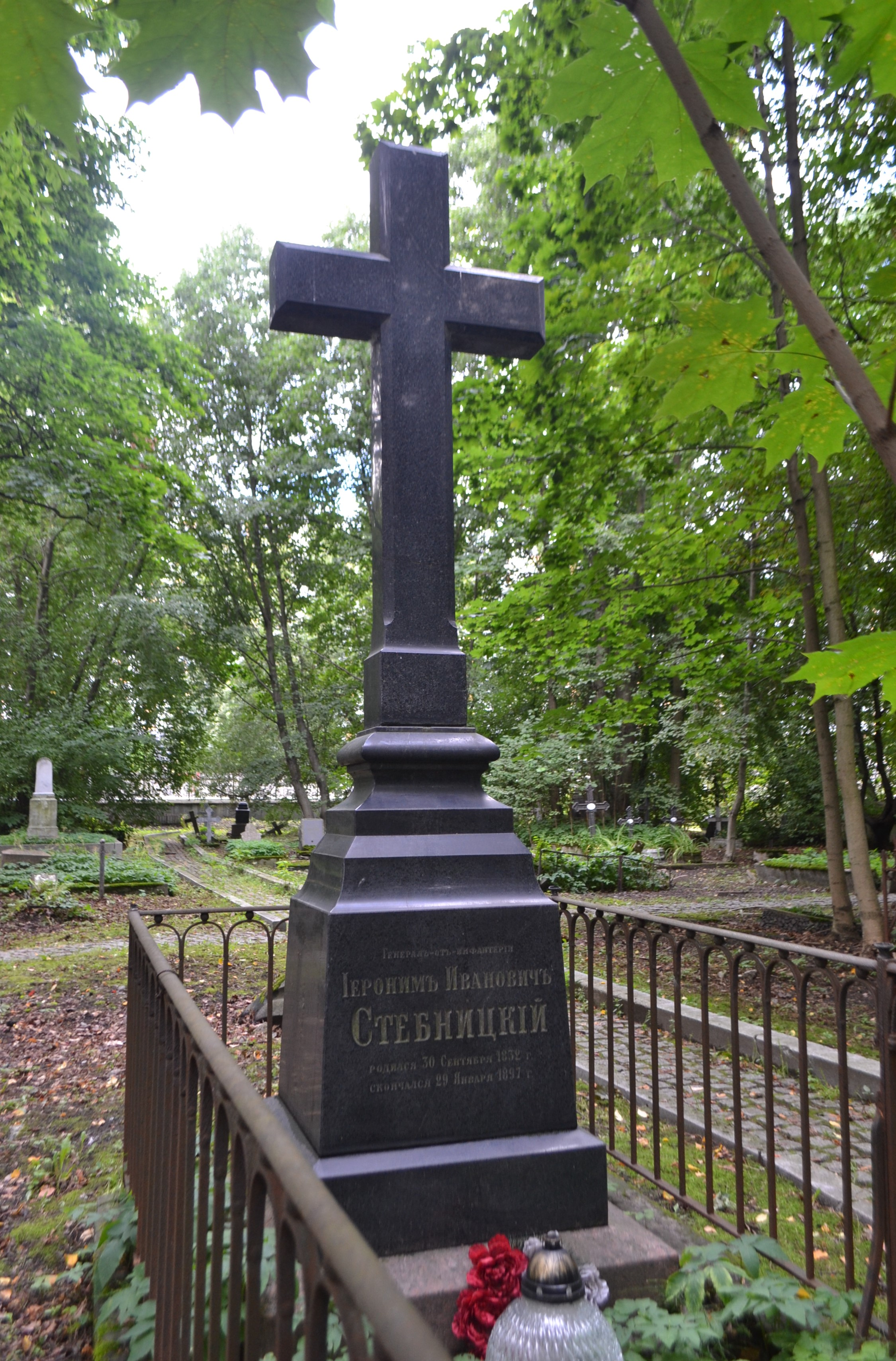
Могила на Смоленском лютеранском кладбище в Санкт-Петербурге

И. И. Стебницкий — автор более 40 научных работ. Важное место в его деятельности занимали картографические труды. Им создан целый ряд карт России, в том числе рельефные карты Кавказа. И. И. Стебницкий принимал участие в организации Русского астрономического общества, был членом Русского географического общества, с 1886 года — председателем Петербургского отделения математической географии общества и с 1889 года до конца жизни — помощником председателя общества.

## Воинские звания
- поручик (15 июня 1852)
- штабс-капитан Генерального штаба (1 января 1858)
- капитан (30 августа 1860)
- подполковник (19 апреля 1864)
- полковник (19 апреля 1867)
- генерал-майор (15 июня 1877)
- генерал-лейтенант (30 августа 1886)
- генерал от инфантерии (21 декабря 1896) — с увольнением в отставку

## Награды
Российские:
- Орден Св. Анны 3-й ст. (1862)
- Орден Св. Станислава 2-й ст. (1866)
- Орден Св. Владимира 4-й ст. (1867)
- Орден Св. Анны 2-й ст. (1870, императорская корона к ордену в 1871)
- Константиновская медаль Императорского Русского географического общества (1872)
- Орден Св. Владимира 3-й ст. (1873)
- Орден Св. Станислава 1-й ст. с мечами (1877)
- Орден Св. Анны 1-й ст. (1880)
- Орден Св. Владимира 2-й ст. (1892)
- Знак отличия беспорочной службы за XL лет (22 августа 1893)
- Орден Белого орла (1896)

Иностранные:
- Персидский орден Льва и Солнца 2-й ст. (1875)
- Орден Льва и Солнца 1-й ст. (1879)
- Турецкий орден Османие 2-й ст. (1880)
- Турецкий орден Меджидие 1-й ст. (1887)
- Орден Восходящей Звезды Бухары 1-й ст. (1893)